# یواس‌اس لاک‌وود (اف‌اف-۱۰۶۴)
یواس‌اس لاک‌وود (اف‌اف-۱۰۶۴) (به انگلیسی: USS Lockwood (FF-1064)) یک کشتی بود که طول آن ۴۳۸ فوت (۱۳۴ متر) بود. این کشتی در سال ۱۹۶۸ ساخته شد.